# 哈內堡山
47°12′43″N 11°35′06″E / 47.212020°N 11.584956°E

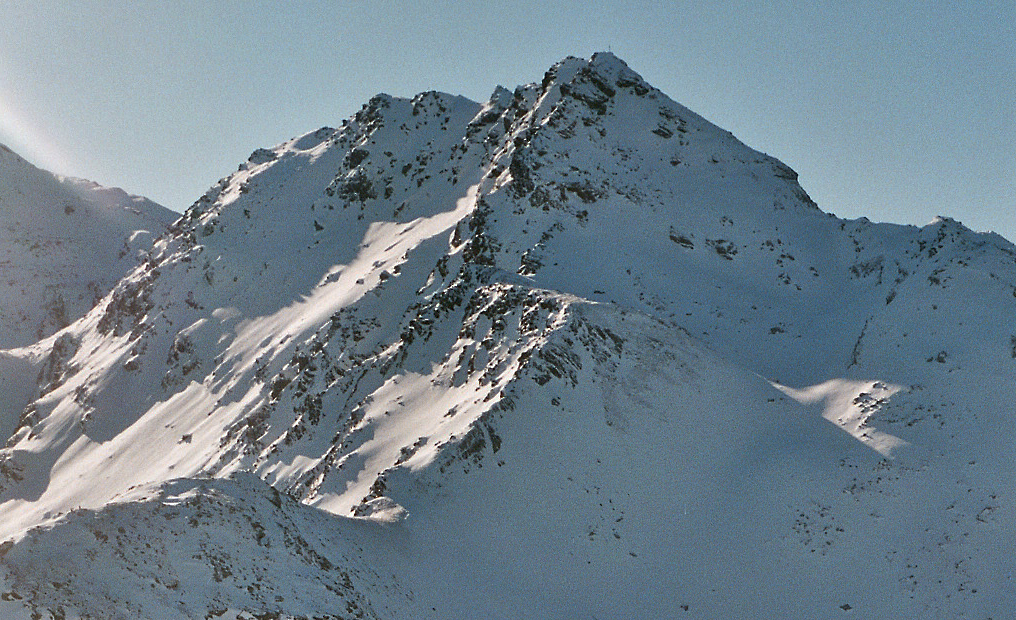

哈內堡山（德語：Haneburger），是奧地利的山峰，位於該國西部，由蒂羅爾州負責管轄，屬於圖克斯山的一部分，距離馬爾格呂布勒山1公里，海拔高度2,596米，每年平均降雨量1,806毫米。